# Nate Cartmell
Nathaniel John Cartmell, detto Nate (Uniontown, 13 gennaio 1883 – Queens, 23 agosto 1967), è stato un velocista, cestista e allenatore di pallacanestro statunitense, vincitore di quattro medaglie ai Giochi olimpici.

## Biografia

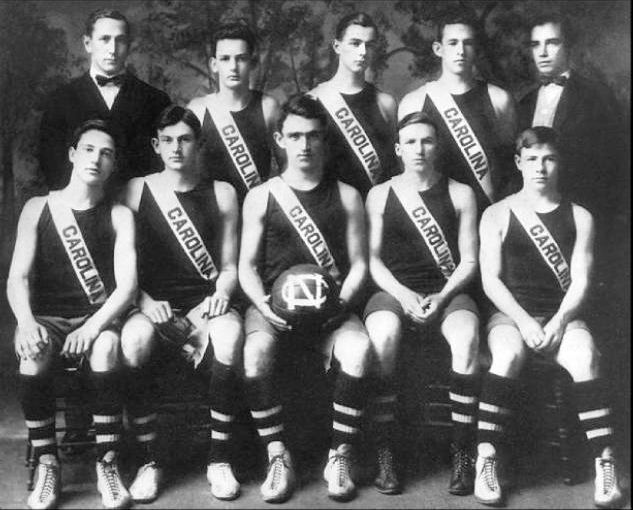
L'allenatore Nathaniel Cartmell e la sua squadra di basket nella stagione 1910-1911.

Cartmell prese parte ai Giochi olimpici di Saint Louis 1904 e Londra 1908. All'Olimpiade 1904 vinse due medaglie d'argento nella gara dei 100 metri piani e in quella dei 200 metri piani. Sempre nella stessa Olimpiade disputò la gara dei 60 metri ma fu eliminato al ripescaggio. All'Olimpiade di Londra 1908, Cartmell vinse una medaglia di bronzo nei 200 metri e una medaglia d'oro nella staffetta olimpica assieme a William Hamilton, John Taylor e Mel Sheppard. A Londra guadagnò anche un quarto posto nella gara dei 100 metri.
Dal 1909 al 1914 fu allenatore dei Tar Heels del Nord Carolina mentre dal 1923 al 1933 fu allenatore della squadra di atletica leggera di Penn State.

## Palmarès
| Anno | Manifestazione  | Sede        | Evento             | Risultato | Prestazione | Note |
| ---- | --------------- | ----------- | ------------------ | --------- | ----------- | ---- |
| 1904 | Giochi olimpici | Saint Louis | 100 m piani        | Argento   | 11"2        |      |
| 1904 | Giochi olimpici | Saint Louis | 200 m piani        | Argento   | 21"9        |      |
| 1908 | Giochi olimpici | Londra      | 200 m piani        | Bronzo    | 22"7        |      |
| 1908 | Giochi olimpici | Londra      | Staffetta olimpica | Oro       | 3'29"4      |      |